# آخرالزمان یاکوزا
آخرالزمان یاکوزا (ژاپنی: 極道大戦争) فیلمی در ژانر اکشن، فانتزی، یاکوزا و خون‌آشام به کارگردانی تاکاشی میکه محصول سال ۲۰۱۵ است. تولید این فیلم در تاریخ ۱۷ آوریل ۲۰۱۴ آغاز شد.

## بازیگران
- هایاتو ایچیهارا - آکیرا کاگیاما
- یایان روهیان - کیوکن
- ریکو نارومی - کیوکو آنان
- لیلی فرانکی - گنیو کامیورا